# Australomimetus dunlopi
Espèce
Australomimetus dunlopi est une espèce d'araignées aranéomorphes de la famille des Mimetidae.

## Distribution
Cette espèce est endémique d'Australie-Occidentale. Elle se rencontre au South West et à Perth.

## Description
La femelle holotype mesure 2,72 mm.

## Étymologie
Cette espèce est nommée en l'honneur de Jason A. Dunlop.

## Publication originale
- Harms & Harvey, 2009 : Australian pirates: systematics and phylogeny of the Australasian pirate spiders (Araneae: Mimetidae), with a description of the Western Australian fauna. Invertebrate Systematics, vol. 23, p. 231-280.